# Tanytarsus verruculosus
Tanytarsus verruculosus är en tvåvingeart som beskrevs av Maurice Emile Marie Goetghebuer 1922. Tanytarsus verruculosus ingår i släktet Tanytarsus och familjen fjädermyggor.
Artens utbredningsområde är Belgien. Inga underarter finns listade i Catalogue of Life.